# Duckman
Duckman (Duckman: Private Dick/Family Man), noto anche come Duckman - Papero maleducato, è una sitcom animata statunitense del 1994, creata da Everett Peck.
La serie segue le vicende di Eric Tiberius Duckman, un papero detective rimasto vedovo dopo la morte di sua moglie Beatrice. La sua famiglia è composta dai figli Ajax, Charles, Mambo, da sua madre e dalla cognata Bernice, sorella della moglie.
La serie è stata trasmessa per la prima volta negli Stati Uniti su USA Network dal 5 marzo 1994 al 6 settembre 1997, per un totale di 70 episodi ripartiti su quattro stagioni. In Italia la serie è stata trasmessa inizialmente su Italia 1 dall'11 febbraio al 17 marzo 2001, per sei episodi, e ripresa successivamente su Italia Teen Television dal 19 aprile 2004.

## Trama
La serie è incentrata sull'investigatore privato Eric Tiberius Duckman, un papero antropomorfo vedovo dal carattere egocentrico che vive con la sua famiglia a Los Angeles.

## Episodi
| Stagione         | Episodi | Prima TV USA | Prima TV Italia |
| ---------------- | ------- | ------------ | --------------- |
| Prima stagione   | 13      | 1994         | 2001, 2004      |
| Seconda stagione | 9       | 1995         | 2004            |
| Terza stagione   | 20      | 1996         | 2004            |
| Quarta stagione  | 28      | 1997         | ?               |

## Personaggi e doppiatori

### Personaggi principali
- Eric Tiberius Duckman (stagioni 1-4), voce originale di Jason Alexander, italiana di Roberto Pedicini.
Il protagonista della serie. È un improbabile ed improvvisato detective sempre alla ricerca di belle ragazze da corteggiare, anche se alle volte, più che un normale interesse, per le donne dimostra un'autentica ossessione che lo porta a compiere atti al limite della legalità (in particolare con una lattaia ha rischiato di essere denunciato per molestie sessuali). A causa del suo pessimo carattere e della sua maleducazione risulta essere, molte volte, particolarmente inviso a molti personaggi della serie, in particolare a sua cognata Bernice, che sembra odiarlo profondamente in quanto lo ritiene uno sfaticato e un pervertito (anche se, in un episodio più in là nella serie, i due perderanno la testa l'uno per l'altra e si abbandoneranno a una notte di follie, anche grazie all'effetto dell'alcool). Solo il suo assistente, Cornie, lo compatisce perché a conoscenza di tutti i difetti e della sostanziale stupidità del suo capo. Tuttavia Duckman dimostra, diverse volte, di tenere molto ai suoi famigliari e di essere anche un buon padre, quando serve.
- Willibald Feivel Cornfed (stagioni 1-4), voce originale di Gregg Berger, italiana di Paolo Buglioni.
È un maiale. Braccio destro di Duckman (del quale è più intelligente), è lui a risolvere i casi di cui il suo capo dovrebbe occuparsi ma che puntualmente abbandona per seguire la ragazza di turno. È molto stimato e benvoluto da tutti e in alcune situazioni la famiglia di Duckman sembra perfino preferirlo a lui. In un episodio, infatti, i due rientrano a casa di Duckman e il papero sorprende tutti i suoi amici e famigliari con regali, festoni ed abiti da festa. Il papero è convinto che sia una festa a sorpresa per lui ed esclama: "che bello, anche se sono passate due settimane volete comunque festeggiare il mio compleanno!" ma Bernice smorza il suo entusiasmo dicendogli: "infatti del tuo compleanno ce ne siamo scordati! Questa è una festa per il compleanno di Cornie!". Colto da un attacco di gelosia, Duckman arriverà addirittura a licenziare il suo assistente, ma lo riassumerà subito dopo, visto che è il suo migliore amico. Cornie è inoltre molto differente da Duckman anche nei modi di corteggiare una donna. Mentre il papero è molto sboccato, Cornie è molto galante.
- Zia Bernice Hufnagel (stagioni 1-4), voce originale di Nancy Travis, italiana di Emanuela Baroni.
È la cognata di Duckman e sorella gemella di Beatrice, defunta moglie del papero. È vestita quasi sempre in tenuta sportiva essendo amante del fitness, odia Duckman ed ogni volta che si presenta l'occasione, infatti, non fa altro che rinfacciargli tutti i suoi fallimenti e la sua incapacità, sia come padre che come detective. Tuttavia, in un episodio, i due finiranno con l'andare a letto assieme. Tuttavia Bernice è anche una brava persona occupandosi della famiglia e fungendo quasi da madre per i suoi nipoti, preoccupandosi anche del loro rendimento scolastico e dei loro problemi.
- Ajax (stagioni 1-4), voce originale di Dweezil Zappa, italiana di Luigi Ferraro.
È il figlio primogenito di Duckman. È piuttosto lento nei ragionamenti, tanto da rasentare la più totale idiozia. Ammette egli stesso di non essere in grado di distinguere la destra dalla sinistra e non è in grado di compiere azioni semplicissime come aprire una porta ma in seguito si scoprirà che anche lui può diventare un genio. Difatti Duckman, dopo aver constatato lo squallore e il degrado della scuola frequentata da Ajax deciderà di iscriverlo in un esclusivo collegio. In vari spezzoni di quell'episodio vediamo infatti Ajax discutere, con i professori, di letteratura e figure retoriche. Ajax avrà anche una relazione con la sua vice preside.
- Charles e Mambo (stagioni 1-4), voci originali di Dana Hill (ep. 1x1-4x7) e Pat Musick (4x8-4x28) e Elizabeth Daily, italiana di Monica Bertolotti.
Sono i figli siamesi di Duckman. Hanno due caratteri opposti ma vanno d'accordo e sono entrambi molto saggi. Non di rado infatti si trovano a rimproverare il padre in quello che sembra essere un vero e proprio scambio di ruoli, come quando riprendono Duckman per aver sperperato i suoi soldi senza curarsi di nulla.

### Personaggi secondari
- Fluffy e Uranus (stagioni 1-4), voce originale di Pat Musick, italiana di Paola Valentini.
Due orsetti che fungono da segretari tuttofare nello studio di Duckman. Una loro gag ricorrente è quella di venire frequentemente uccisi in maniera atroce con ogni modo, per poi ritornare in vita come se nulla fosse accaduto.
- Barry Brittle, voce originale di Ed Begley Jr., italiana di Andrea Ward. Nemesi di Duckman.